# Portugalia na Letnich Igrzyskach Olimpijskich Młodzieży 2010
Portugalię na Letnich Igrzyskach Olimpijskich Młodzieży w Singapurze w 2010 reprezentowało 19 sportowców w 10 dyscyplinach.

## Medale
| Medal | Zawodnik      | Dyscyplina | Konkurencja                             |
| ----- | ------------- | ---------- | --------------------------------------- |
|       | Mário Silva   | Taekwondo  | Kategoria poniżej 63 kg chłopców        |
|       | Ana Rodrigues | Pływanie   | 100 metrów stylem grzbietowym dziewcząt |

## Skład kadry

### Gimnastyka
- Filipa Choon

### Kajakarstwo
- Christina Pedroso
- João Barbosa da Silva

### Kolarstwo
- Rodrigo Gomes
- João Leal
- Magda Martins
- Rafael Reis

### Lekkoatletyka
- Carlos Nascimento – bieg na 100 m - 9 m.

### Pływanie
- Ana Rodrigues – 100 m. na plecach  brązowy medal
- Maria Rosa
- Gustavo Santa
- Alexis Santos

### Taekwondo
- Mário Silva – kategoria 63 kg  srebrny medal

### Tenis stołowy
- Maria Xiao

### Triathlon
- Miguel Fernandes
- Raquel Rocha

### Wioślarstwo
- Patricia Batista

### Żeglarstwo
- Gonçalo Pires
- Inês Sobral